# Воздушная торпеда Кеттеринга
«Жук» Кеттеринга (англ. Kettering «Bug», также известный как «Орёл Свободы» (англ. Liberty Eagle)) — экспериментальная беспилотная «воздушная торпеда», один из первых проектов предшественников современных крылатых ракет. Разработана изобретателем Чарльзом Кеттерингом по заказу Армии США в 1917 году. Предназначалась для обстрела с дистанции до 120 км городов, крупных промышленных центров и мест сосредоточения войск противника. Отличался простотой конструкции и очень низкой ценой. Хотя аппарат сравнительно успешно прошёл испытания, Первая мировая война закончилась и снаряд так и остался опытным.

## История
В отличие от ВМФ США с самого начала военных действий интересовавшегося беспилотными аппаратами, вроде крылатой торпеды Сперри, армейский авиационный корпус не придавал особого значения беспилотным машинам. Собственный авиационный опыт военных США был недостаточен и понимание проблем и сложностей с воздушными бомбардировками отсутствовало.
Тем не менее, успешные испытания гидросамолета N-9, оснащенного автопилотом Сперри, вдохновили армейский авиационный корпус на начало экспериментов с беспилотными аппаратами. В ноябре 1917 года, военные обратились к изобретателю Чарльзу Кеттерингу, жившему в Дейтоне (штат Огайо) с предложением разработать для Армии дешевый и простой беспилотный самолёт-снаряд, который можно было бы использовать в войне в Европе. Проведя ряд исследований, Кеттеринг поддержал идею «летающей бомбы», сочтя, что технический уровень США вполне позволяет построить такой снаряд.
Постройка «летающей бомбы» началась на фирме «Dayton-Wright», в штате Огайо. Консультантом в вопросах аэродинамики выступал главный инженер Орвил Райт. Разработкой автопилота для снаряда занимался всё тот же Сперри, так как Армия не использовала гироскопические системы и не имела опыта их применения.

## Конструкция
В отличие от крылатой торпеды Сперри, «Жук» Кеттеринга был очень простым и компактным аппаратом. Цилиндрический, сужающийся к корме корпус был изготовлен из дерева. Сверху на нём крепилась бипланная коробка крыла, удерживаемая стойками и расчалками. Крылья имели при взгляде спереди форму буквы «V» с отклонением в 10 градусов от горизонтальной линии — такой элемент конструкции был предусмотрен для повышения стабильности машины.
Аппарат оснащался очень простым и дешевым четырёхцилиндровым сорокасильным двигателем DePalma, производимым фирмой «Wright» по лицензии. Цена двигателя составляла всего 40 долларов. Двигатель приводил в действие двухлопастной пропеллер в носовой части.
Система управления была инерциальной, автоматической. После старта машины, приводимый в движение от двигателя электрический гироскоп обеспечивал стабилизацию «Жука» в воздухе и направлял его на заданный курс. Гироскоп был соединен с вакуум-пневматическим автопилотом, управлявшим горизонтальным и вертикальным рулем. Автопилот действовал за счет электричества: высота полёта устанавливалась предварительно с помощью барометрического альтиметра.
После запуска с рельсовой катапульты (по которой бомба разгонялась на колёсной тележке), снаряд выходил на установленную высоту и летел по прямой в сторону цели. Специальное устройство отсчитывало обороты пропеллера, максимальное число которых задавалось механиками непосредственно перед вылетом с учётом скорости и направления ветра. Как только винт машины достигал заданного числа оборотов (что означало, что аппарат пролетел расчётную дистанцию), устройство высвобождало пружинный механизм, отключающий двигатель и выбивающий болты, удерживающие крыло на корпусе. Крыло отделялось, и аппарат падал вертикально вниз, прямо на цель с 80 килограммами взрывчатки в корпусе.
Общая стоимость летающей бомбы составляла всего 400 долларов. По расчетам конструкторов, бомба могла бы пролететь 120 км на скорости 80 км/ч (50 миль/ч).

## Лётные испытания
Испытания модели начались с 1918 года. Первой в воздух поднялась, для отработки особенностей управления, пилотируемая версия машины (оснащенная рычагами управления и шасси: лётчик просто сидел верхом на корпусе за крылом). С её помощью удалось отработать аэродинамику будущей бомбы и изучить ряд неясных вопросов с автоматическим управлением.
После этого настал черёд испытаний беспилотных снарядов. Первый полёт, 2 октября 1918 года, был неудачен — хотя торпеда взлетела с катапульты, её полёт был нестабилен и вскоре она завалилась на крыло и разбилась. Двумя днями позже, 4 октября, состоялся второй полёт, ставший несомненным успехом — хотя торпеда отклонилась от прямой линии и начала выписывать круги, автопилот продержал её в воздухе 45 минут, до полного истощения запаса топлива.
Воодушевленные результатом, военные заказали 75 машин для испытаний и опытного развёртывания. Серия полётов была проведена в исследовательских целях, но в целом, результаты были весьма скромными — лишь 7 полётов из 24 могли быть сочтены по крайней мере частично успешными. Тем не менее, военные были настроены оптимистично и собирались заказать большую партию «летающих бомб» для применения против Германии в 1919 году, но война закончилась, прежде чем заказ был выполнен. Всего были изготовлены 45 «летающих бомб».
После войны, Армия сохранила интерес к машинам и продолжала эксперименты до 1920 года. В 1920 году, программа была прекращена по финансовым причинам. Всего, на проект «Жука» было потрачено 275000 долларов.

## Оценка проекта

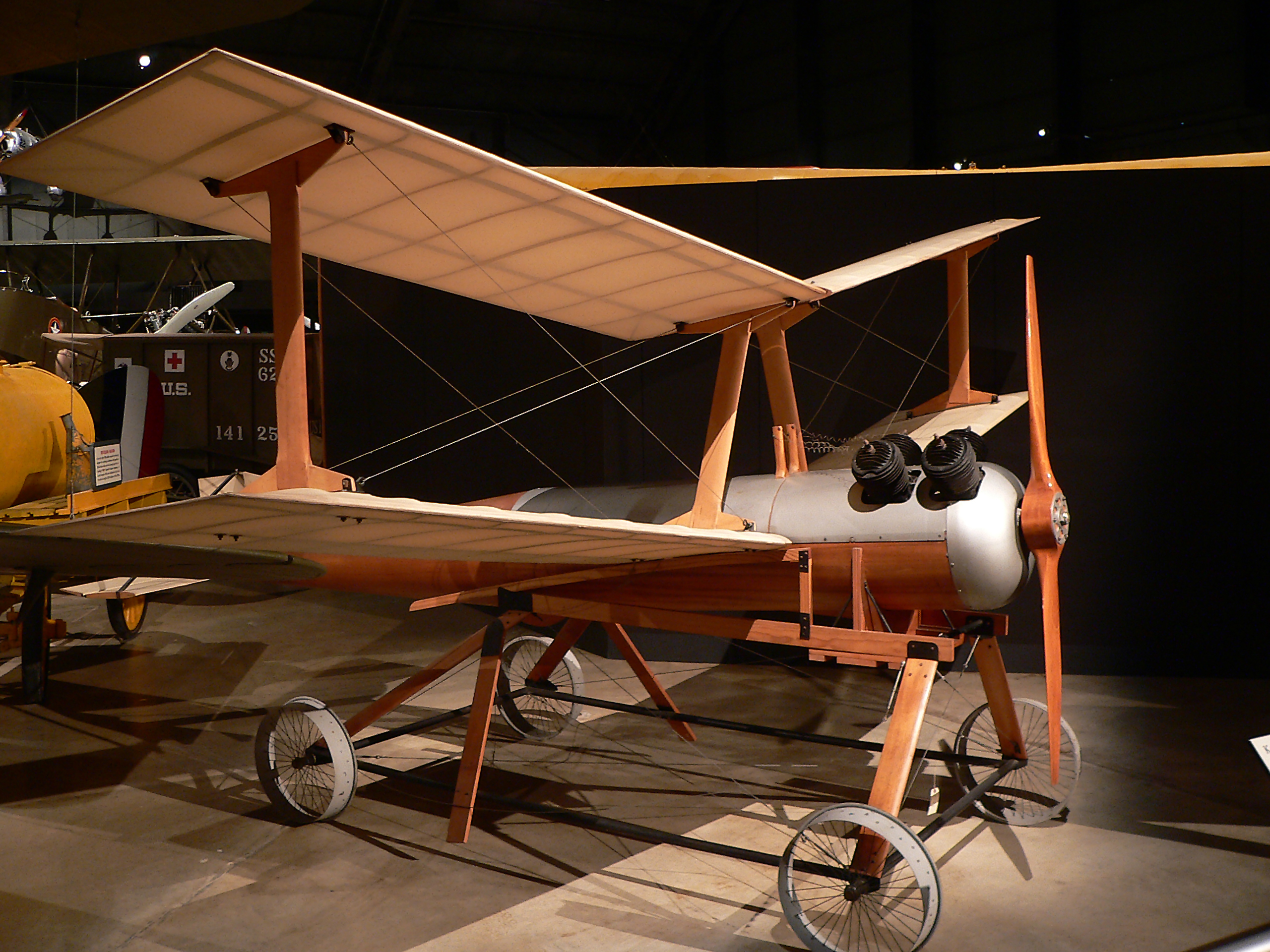
Полноразмерная реплика торпеды Кеттеринга в музее ВВС США

В целом, «Жук» Кеттеринга представляет интерес тем, что он являлся первым беспилотным летательным аппаратом, предназначенным для военных целей, который был по крайней мере частично успешен. В отличие от более тяжёлой и сложной летающей торпеды Сперри, «Жук» с самого началам позиционировался как максимально простое устройство, которое можно будет производить в больших количествах и применять массированно, не считаясь с затратами. В определённой степени, «Жук» Кеттеринга стал прообразом концепции самолётов-снарядов «Фау-1».
Чрезвычайно низкая стоимость «Жука» позволяла производить его серийно и применять по противнику путём нанесения массированных ударов. Планировавшееся использование в тёмное время суток исключало возможность перехвата «летающей торпеды» истребителями, либо зенитной артиллерией того времени, ввиду малых размеров и довольно низкой шумности. Противовоздушная оборона городов Германии, не испытывавшей сколь-нибудь мощных воздушных налётов в течение всей Первой мировой войны, вряд ли бы была способна остановить даже очень ограниченное количество запущенных аппаратов.

## Лётно-технические характеристики
Источник: Werrell, Kenneth P. The Evolution of the Cruise Missile.  — Maxwell Air Force Base, Alabama: Air University Press, 1985. — P. 235 — 289 p.
- Размах крыльев — 4572 мм (15 футов)
- Длина — 3810 мм (12,5 футов)
- Стартовая масса — 238,1 кг (525 фунтов)
- Масса боевой части — 81,6 кг (180 фунтов)
- Мощность двигателя — 35…45 амер. л. с.
- Маршевая скорость — 193 км/ч (120 миль в час)